# António Gedeão
Rómulo Vasco da Gama Carvalho (Sé, Lisboa, 24 de novembro de 1906 – Campo Grande, Lisboa, 19 de fevereiro de 1997), conhecido pelo seu pseudónimo literário António Gedeão, foi um professor e poeta português.

## Biografia
Nasceu a 24 de novembro de 1906, na Rua do Arco do Limoeiro (atual Rua Augusto Rosa), n.º 7, 4.º andar, freguesia da Sé, em Lisboa, e foi batizado na freguesia da Sé a 14 de julho de 1907, como filho de José Avelino da Gama Carvalho, funcionário público, natural de Tavira (freguesia de Santa Maria), e Rosa das Dores Oliveira, natural de Faro (freguesia da Sé).
Foi professor de físico-química do ensino secundário no Liceu Pedro Nunes, Liceu D. João III (Coimbra) e no Liceu Camões, pedagogo, investigador da história da ciência em Portugal, divulgador da ciência e poeta, sob o pseudónimo de António Gedeão.
Pedra Filosofal e Lágrima de Preta são dois dos seus mais célebres poemas.
Encontra-se colaboração da sua autoria na rubrica Panorama Científico do semanário Mundo Literário (1946-1948).
Foi académico efetivo da Academia das Ciências de Lisboa e diretor do Museu Maynense da Academia das Ciências de Lisboa.
A data do seu nascimento foi adoptada, em Portugal, em 1996, como Dia Nacional da Cultura Científica.
A 1 de janeiro de 1935, casou primeira vez no Porto, 1.ª Conservatória do Registo Civil, com Maria José da Silva Cardoso, de quem se divorciou por sentença de 23 de maio de 1945, da 1.ª secção do 7.º Tribunal Cível da Comarca de Lisboa, e de quem teve um filho, Frederico de Carvalho, também formado em ciências. A 16 de junho de 1945, casou segunda vez em Lisboa, 8.ª Conservatória do Registo Civil, com Natália Nunes (Maria Natália Paiva Nunes), de quem teve uma filha, Cristina Carvalho, escritora.
Entre 1957 e a sua morte, viveu na Rua Sampaio Bruno, n.º 18, 3.º andar direito, em Campo de Ourique, onde foi colocada em 2018 uma lápide comemorativa a assinalar esse facto.
Morreu a 19 de fevereiro de 1997, na freguesia do Campo Grande, em Lisboa, aos 90 anos. Jaz no Jazigo dos Escritores Portugueses, no Talhão dos Artistas do Cemitério dos Prazeres, em Lisboa, junto de outros vultos notáveis das letras portuguesas, como José Cardoso Pires ou Fernando Namora.

## Homenagens
- 1987 (20 de junho): Grande-Oficial da Ordem da Instrução Pública.[8]
- 1992: A Escola Secundária da Cova da Piedade adotou como patrono o nome de António Gedeão.
- 1995 (8 de junho): Grau de doutor Honoris Causa pela Universidade de Évora.
- 1996: Homenagem Nacional, com o patrocínio do Ministério da Ciência e da Tecnologia.
- 1996 (15 de novembro): Medalha de Prata da Universidade Nova de Lisboa.
- 1996 (12 de dezembro): Grã-Cruz da Ordem Militar de Sant'Iago da Espada.[8]
- 1996 (18 de dezembro): Medalha de Mérito Cultural.
- 1997: A Câmara Municipal de Lisboa prestou-lhe a sua homenagem ao atribuir o nome de António Gedeão a uma rua na freguesia de Marvila, onde está localizada a Escola de Ensino Básico 2+3 de Marvila.[1][2][9]
- 2012: A FENPROF, em colaboração com a SABSEG – Corretor de Seguros, criou o Prémio António Gedeão, um prémio literário destinado a Professores. O Prémio é anual de poesia.[10]
- 2018 (26 de fevereiro): Grã-Cruz da Ordem da Instrução Pública (a título póstumo).[8]

## Principais publicações

### História da ciência e da educação
- "No primeiro centenário de Lorentz". Gazeta de Física. 2, 10 (1952) 275-278.
- Ferreira da Silva, Homem de Ciência e de Pensamento 1853-1923. Porto, 1953.
- "A pretensa descoberta da lei das acções magnéticas por Dalla Bella em 1781 na Universidade de Coimbra". Coimbra, 1954. Sep. Revista Filosófica, vol. 4, fasc. 11.
- Portugal nas ‘Philosophical Transactions’ nos séculos XVII e XVIII. Coimbra, 1956. Sep. Revista Filosófica, 15-16.
- "Albert Einstein (1879-1955)". Gazeta de Física. 3, 4 (1956) 89-96.
- "Joaquim José dos Reis, construtor das máquinas de física do Museu Pombalino da Universidade de Coimbra". Vértice. 177 (1958).
- História da Fundação do Colégio Real dos Nobres de Lisboa [1765-1772]. Coimbra, 1959.
- "Posição histórica de invenção do nónio de Pedro Nunes". Palestra. 4 (1960).
- "Homenagem a Pascal, 3.º centenário". Palestra. 16 (1962) 21-37.
- "Apontamentos sobre Martinho de Mendonça de Pina e de Proença [1693-1742]". Ocidente. 56 (1963) 5-36.
- "Leonis de Pina e Mendonça, Matemático Português do Século XVIII". Ocidente. 66 (1964) 170-175.
- "Breve desenho de educação de um menino Nobre". Palestra. 24 (1965) 40-44.
- Relações científicas do astrónomo francês Joseph-Nicolas de L’Isle com Portugal. Coimbra, 1967.
- História do Gabinete de Física da Universidade de Coimbra [1772-1790] desde a sua fundação em 1772 até ao Jubileu do Prof. Giovani António Dalla Bella. Coimbra, 1978.
- Relações entre Portugal e a Rússia no Século XVIII. Lisboa, 1979.
- A Actividade Pedagógica da Academia das Ciências de Lisboa nos Séculos XVIII e XIX. Lisboa, 1981.
- A Física Experimental em Portugal no Século XVIII. Lisboa, 1982.
- A Astronomia em Portugal no Século XVIII. Lisboa, 1985.
- "A Fisica na Reforma Pombalina". in História e Desenvolvimento da Ciência em Portugal. Lisboa, 1986. pp. 143–168.
- História do Ensino em Portugal, desde a fundação da nacionalidade até ao fim do regime de Salazar-Caetano. Lisboa, 1986.
- A História Natural em Portugal no Século XVIII. Lisboa, 1987.
- D. João Carlos de Bragança, 2º duque de Lafões, fundador da Academia das Ciências de Lisboa. Lisboa, 1987.
- História dos balões. Lisboa: Relógio d'água, 1991.
- O material didáctico dos séculos XVIII e XIX do Museu Maynense da Academia das Ciências de Lisboa. Lisboa, 1993.
- O material etnográfico do Museu Maynense da Academia das Ciências de Lisboa. Lisboa, 2000.

### Poesia
- 1956 - Movimento Perpétuo
  - (Pedra Filosofal)[11]
- 1958 - Teatro do Mundo
- 1959 - Declaração de Amor
- 1961 - Máquina de Fogo
  - (Lágrima de preta)[12]
- 1964 - Poesias Completas
- 1967 - Linhas de Força
- 1980 - Soneto
- 1982 - Poema para Galileu
- 1983 - Poemas Póstumos
- 1985 - Poemas dos textos
- 1990 - Novos Poemas Póstumos

### Ficção
- 1942 - Bárbara Ruiva (1ª edição: Abril 2009)
- 1973 - A poltrona e outras novelas

### Teatro
- 1978 - RTX 78/24
- 1981 - História Breve da Lua

### Ensaio
- 1965 - O Sentimento Científico em Bocage
- 1985 - Ay Flores, Ay flores do verde pinho